# Клешня (приток Малой Бурначки)
Клешня — река в России, протекает в Тамбовской области. Правый приток реки Малая Бурначка.

## География
Река Клешня берёт начало у села Васильевка Токарёвского района. Течёт на юго-восток по открытой местности. Устье реки находится у деревни Ракитино Жердевского района в 8,4 км по правому берегу реки Малая Бурначка. Длина реки составляет 12 км, площадь водосборного бассейна — 58,7 км².

## Данные водного реестра
По данным государственного водного реестра России относится к Донскому бассейновому округу, водохозяйственный участок реки — Савала, речной подбассейн реки — Хопёр. Речной бассейн реки — Дон (российская часть бассейна).
Код объекта в государственном водном реестре — 05010200312107000007164.